# Квандебеле
Квандебеле — колишній бантустан в ПАР часів апартеїду. Отримав автономію в 1981 році. Столицею бантустана спочатку було місто Сіябусва, однак з 1986 року нею стала Квамхланга. У тому ж 1986 році планувалось проголошення незалежності Квандебеле, однак воно так і не відбулося. Після падіння апартеїду в 1994 році бантустан знов увійшов до складу ПАР, і в даний час його територія є частиною провінції Мпумаланга.
| Прапор ПАР | Це незавершена стаття про Південно-Африканську Республіку. Ви можете допомогти проєкту, виправивши або дописавши її. |